# Natalija Gros

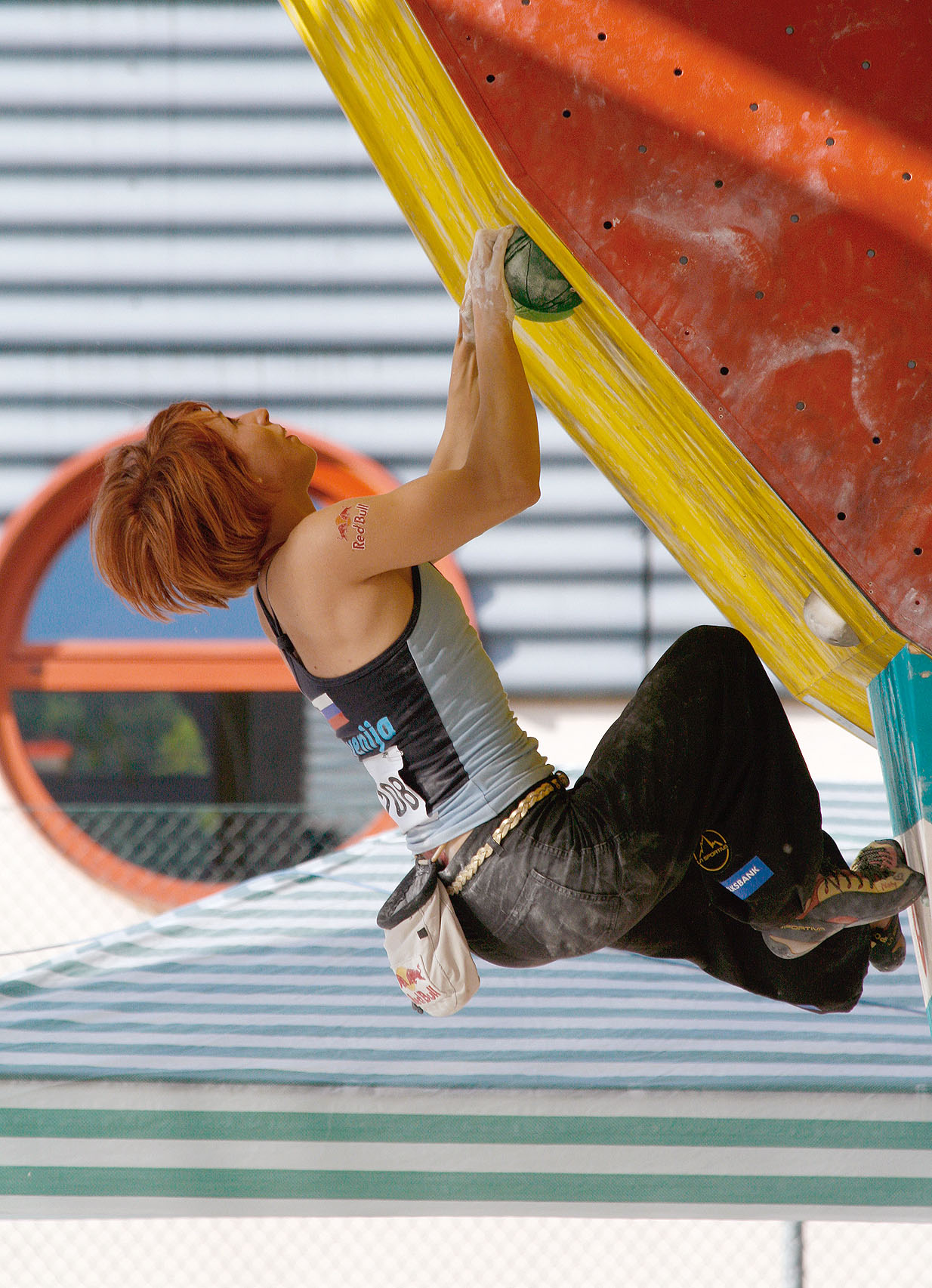
Puchar Świata 2010. (Wiedeń). Natalija Gros na ścianie wspinaczkowej w boulderingu.

Natalija Gros (ur. 29 listopada 1984 w Kranju) – słoweńska wspinaczka sportowa. Specjalizowała się w konkurencji; boulderingu  oraz w prowadzeniu. Mistrzyni Europy we wspinaczce sportowej w konkurencji boulderingu z 2008 roku.

## Kariera sportowa
W 2008 na mistrzostwach Europy we wspinaczce sportowej w Paryżu zdobyła złoty medal w konkurencji boulderingu, natomiast na mistrzostwach w 2004 we włoskim Lecco wywalczyła srebrny medal w prowadzeniu.
Uczestniczka World Games w 2005 w Duisburgu, gdzie zdobyła srebrny medal w prowadzeniu. Wielokrotna uczestniczka, prestiżowych zawodów wspinaczkowych Rock Master we włoskim Arco. 

## Osiągnięcia

### Mistrzostwa świata
| Konkurencje | 2005 | 2007 | 2009 | 2011 |
| Bouldering  | —    | —    | 8    | 10   |
| Prowadzenie | 7    | 7    | —    | —    |

### Mistrzostwa Europy
| Konkurencje | 2002 | 2004 | 2006 | 2007 | 2008 | 2010 |
| Bouldering  | —    | —    | —    | 4    | 1    | 8    |
| Prowadzenie | 9-11 | 2    | 8    | —    | 4    | 10   |

### World Games
| Konkurencje | 2005 |
| Prowadzenie | 2    |

### Rock Master
| Konkurencje | 2009 | 2010 | 2014 |
| Prowadzenie | 5    | 14   | —    |
| Duel        | —    | —    | 8    |